# اتحاد العمال (جريدة)
اتحاد العمّال، صحيفة عربية أصدرتها الحركة الصهيونية في فلسطين ناطقة باسم «الهستدروت»، تعدّ أول صحيفة باللغة العربية متخصصة في الشؤون العمالية تصدر في البلاد. ترأسي تحرير الصحيفة اسحق بن تسفي، وكان مديرها المسؤول ز. حسيدي، صدر العدد الأول منها عام 1925 وكانت تصدر بوتيرة نصف اسبوعية. طبعت الصحيفة في مطبعة السلام في القدس، وكان لها عنوان آخر باللغة العبرية هو "התאחדות הפועלים". أسست الصحيفة بمبادرة من ديفد بن غوريون الذي رأى أنذاك ضرورة لتقارب الحركة الصهيونية من العمال العرب، فتناولت مشاكل العمال وحقوقهم، مقدمة نفسها بصفة «لسان حال العمال في فلسطين»، وأشارت في عددها الأول ذكرت «ولنفس هذه الغاية – غاية اتحاد جميع العمال في فلسطين دون فرق في العنصرية والمذهب ليصبحوا جميعا كتلة واحدة وجسمًا واحدًا لا ينقسم ولا يتجزأ- إننا نصدر جريدتنا الآن لتقوية أواصر الاتحاد بينهم من جهة، والدفاع عن مصالحهم وحقوقهم من جهة أخرى».